# Durningen
Durningen település Franciaországban, Bas-Rhin megyében. Lakosainak száma 686 fő (2022. január 1.). Durningen Schnersheim, Berstett, Gougenheim, Kienheim, Rohr és Willgottheim községekkel határos.

## Népesség
A település népességének változása:
| Lakosok száma | 652  | 640  | 651  | 651  | 644  | 656  | 666  | 676  | 686  |
|               | 2013 | 2015 | 2016 | 2017 | 2018 | 2019 | 2020 | 2021 | 2022 |